# مطار سكيكدة
مطار سكيكدة (بالإنجليزية: Skikda Airport)‏ هو مطار يقع في الجزائر.

## خلال الحرب العالمية الثانية
عُرفت المنشأة خلال الحرب العالمية الثانية باسم "مطار فيليبفيل". كانت قاعدة العمليات الرئيسية الثانية عشرة للقوات الجوية ‏ خلال حملة شمال إفريقيا ضد الفيلق الإفريقي للقوات المسلحة الألمانية، طارت مجموعة القصف 310 بطائرات من طراز بي-25 ميتشل من المطار بين 10 نوفمبر و 10 ديسمبر 1943.

## حاليًا
استغني عن المطارا الصغير بحمروش حمودي (حمادي كرومة )مباشرة بعد أن أقيمت على نفس المكان القاعدة البتروكيميائية لسكيكدة، وبرمج مطار بديل في منطقة قرباز